# Christo Tomy
Christo Tomy es un cineasta indio conocido por su trabajo tanto en cortometrajes como en largometrajes . Es director dos veces ganador del Premio Nacional de Cine. Es un director dos veces ganador del Premio Nacional de Cine. En 2016, ganó el Swarna Kamal al mejor director (no largometraje) por su cortometraje Kamuki (Cariño). También ganó el Premio Nacional al Director Debut en la categoría de no largometraje por su cortometraje Kanyaka (Virgen).

## Temprana edad y educación
Christo Tomy es alumno del Instituto de Cine y Televisión Satyajit Ray, Calcuta y de la Sainik School Kazhakootam, Kerala.

## Carrera y logros

### Premios Nacionales de Cine
Christo Tomy obtuvo reconocimiento nacional con sus cortometrajes, que le han valido dos Premios Nacionales de Cine. En 2016 ganó el Swarna Kamal (Loto de Oro) al Mejor Director por su cortometraje Kamuki (Cariño). Su primer cortometraje Kanyaka (Virgen) le valió el Premio Nacional al Mejor Director Debut en la categoría de no largometrajes, recibiendo el Rajat Kamal (Loto de Plata). Kanyaka también se proyectó en el 44º Festival Internacional de Cine de la India (IFFI) en Goa.

### Miembro del jurado
En reconocimiento a su experiencia y contribuciones al cine indio, se desempeñó como miembro del jurado de películas no largas en la 65º edición de los Premios Nacionales de Cine.

## Obras destacadas

### Cortometrajes y documentales
El primer cortometraje destacado de Christo Tomy fue Kanyaka (2013), que le valió un Premio Nacional de Cine a la mejor ópera prima de un director no largometraje. Dirigió Odvojen en 2014. Su siguiente cortometraje, Kamuki (2015), se exhibió en varios festivales de cine internacionales y ganó el Premio Nacional de Cine a la Mejor Dirección de Cine No Largometraje. Su trabajo es conocido por su profundidad, creatividad y resonancia emocional.

### Curry & Cyanide: The Jolly Joseph Case (Curry y cianuro: el caso Jolly Joseph)
En 2023, Christo Tomy dirigió el documental de Netflix Curry & Cyanide: The Jolly Joseph Case. Este documental, basado en los asesinatos con cianuro de Koodathayi, India, obtuvo importantes elogios. El programa alcanzó la posición Global Top #2 y permaneció en el Top Ten global durante tres semanas consecutivas. Acumuló más de 10 millones de visitas en todo el mundo a las tres semanas de su lanzamiento y apareció en las listas Top Ten de más de 30 países.

### Ullozhukku (Corriente submarina)
El primer largometraje de Christo Tomy, Ullozhukku (Corriente submarina), se estrenó en 2024 con críticas positivas. Producida por Ronnie Screwvala, Honey Trehan y Abhishek Chaubey, la película está protagonizada por Parvathy Thiruvothu, Urvashi y Arjun Radhakrishnan. Ullozhukku ha sido parte de varios programas prestigiosos, incluido el Global Media Makers LA Residency de Film Independent, el NFDC Co-Production Market - Film Bazaar y el NFDC Screenwriters Lab. El proyecto ganó el concurso de guiones de narradores de Cinestaan India, el concurso de guiones de largometrajes más grande de la India, juzgado por los eminentes cineastas Aamir Khan, Rajkumar Hirani, Anjum Rajabali y Juhi Chaturvedi.

## Filmografía

### Largometrajes
| Año  | Título     | Escrito por |
| ---- | ---------- | ----------- |
| 2024 | Ullozhukku | Él mismo    |

### Documentales y cortometrajes
| Año  | Título                                 | Escrito por            | Notes |
| ---- | -------------------------------------- | ---------------------- | ----- |
| 2013 | Kanyaka (Virgen)                       | Él mismo               |       |
| 2014 | Odvojen (Aparte)                       | Él mismo               | [ a ] |
| 2015 | Kamuki (cariño)                        | Él mismo               |       |
| 2019 | Dallas                                 | Él mismo               | [ b ] |
| 2020 | A Window of Time - Lockdown Diaries    | Él mismo (entre otros) | [ c ] |
| 2023 | Curry & Cyanide: The Jolly Joseph Case | Shalini Ushadevi       |       |

### Vídeos musicales
| Año  | Título            | Escrito por | Notas |
| ---- | ----------------- | ----------- | ----- |
| 2014 | Eres podrido      | Él mismo    |       |
| 2014 | Madakam (Regreso) | Él mismo    | [ d ] |

### Premios y reconocimientos
| Otorgar | Año  | Trabajar                    | Citación | Referencia |
| --- | ---- | --------------------------- | --- | ---------- |
| Premio Nacional de Cine a la Mejor Ópera Prima No-Largometraje de un Director (India)                             | 2013 | Kanyaka (Virgen)            | "Por su puesta en escena totalmente convincente ambientada en un convento regentado por monjas malayali, donde el dolor y la culpa del joven protagonista se presentan de una manera que deja mucho a la imaginación del espectador." | [ 26 ]     |
| Premio al mejor vídeo musical en el 7º Festival Internacional de Cortometrajes y Documentales de Kerala (IDSFFK). | 2014 | You are Rot (Estas podrido) | | [ 27 ]     |
| Premio Nacional de Cine a la Mejor Dirección de Cine No Largometraje (India)                                      | 2015 | Kamuki (cariño)             | "Un retrato sensible de la determinación de una joven de defender su dignidad contra viento y marea." | [ 28 ]     |